# Alex Scott (angielska piłkarka)
Alexandra Virina Scott (ur. 14 października 1984 w Londynie) – angielska piłkarka występująca na pozycji obrończyni. Wychowanka Arsenalu, w trakcie swojej kariery grała także w takich zespołach, jak Birmingham City oraz Boston Breakers. Wielokrotna reprezentantka Anglii oraz Wielkiej Brytanii. Odznaczona Orderem Imperium Brytyjskiego.